# Qafa e Pejës
Qafa e Pejës är ett bergspass i Albanien.   Det ligger i prefekturen Qarku i Shkodrës, i den norra delen av landet, 120 km norr om huvudstaden Tirana. Qafa e Pejës ligger 1 077 meter över havet.
Terrängen runt Qafa e Pejës är huvudsakligen bergig. Qafa e Pejës ligger nere i en dal.   Runt Qafa e Pejës är det glesbefolkat, med 18 invånare per kvadratkilometer.. 
Trakten runt Qafa e Pejës består i huvudsak av gräsmarker.